# Brohusen
Brohusen är ett bostadsområde och en tidigare småort i Säby socken i Landskrona kommun, Skåne län. Området ligger strax norr om Landskrona.
SCB räknade vid avgränsningen år 2000 Brohusen som en småort med 55 invånare. Till nästa avgränsning (2005) hade befolkningen understigit 50 personer. Sedan 2010 räknar SCB återigen området som en småort, 2010 hade den 53 invånare. 2015 hade folkmängden åter minskat och småorten upplöstes. Vid avgränsningen 2020 klassades den åter som småort.